# 美利堅聯盟國
美利堅聯盟國（英語：Confederate States of America），另稱美利堅邦聯、南方邦聯或迪克西（通俗說法），簡稱聯盟國、邦聯（Confederate States），是自1861年至1865年由11个美国南方蓄奴州宣布从聯邦分裂而出的政权，由今天美國南部的一部分地域组成。自美利堅聯盟國單方面獨立之後短暫存在的期間内，一直與北方亚伯拉罕·林肯领導的聯邦政府進行內戰，大多處於防禦態勢，只有羅伯特·李將軍麾下的北維吉尼亞軍團曾短暫的入侵北方的聯邦陣營領土，也由于交战原因並無確切的北部邊界，其南部邊界與墨西哥北界一致，東西邊界則是墨西哥灣和大西洋。1865年联盟国在內戰中失利而滅亡，南方各州陸續重返聯邦，美國重新統一。

## 歷史
1861年2月4日，有鑑於亞伯拉罕·林肯在稍早的選舉中當選為美國總統，美國南部七個蓄奴州（南卡羅萊那州、密西西比州、佛羅里達州、阿拉巴馬州、佐治亞州、路易斯安那州與德克薩斯州）先後脫離美國，成立臨時議會。2月8日，宣布成立美利堅聯盟國（CSA），又稱美利堅邦聯。依照美利堅聯盟國憲法，次日选出傑佛遜·戴維斯為首任美利堅聯盟國總統。
德克薩斯州直到3月2日才加入聯盟國，並撤換其拒絕宣誓擁護聯盟國的州長山姆·休斯頓。這七州脫離美國並控制境內的海陸軍、港口与海關，從而引爆了南北戰爭。
一個月之後，林肯於1861年3月4日宣誓就職為美國總統。在就職演說中，他指出美國憲法比先前的邦聯條例勾勒出「更完整的聯邦」，為具約束力的章程，而南方的分離為「無法律效力」。他表示無意入侵南方諸州，但將動用武力以維護美國所轄的機關與領土。他的演說以呼籲美國歸一作結。
4月12日，南卡羅萊那州向內駐查爾斯頓薩姆特堡的合眾國軍隊開火，迫其投降。桑特堡戰役後，林肯召請美國國內其他州發兵奪回萨姆特堡與其他要塞，保衛首都，並維護美國。大多數的北方州相信，美國可速戰速決粉碎叛亂，故林肯僅徵求志願兵作戰90天。結果導致弗吉尼亚州、阿肯色州、田納西州、與北卡羅萊那州四州表決脫離美國聯邦，加入美利堅邦聯，使其州數增加到11個。在維吉尼亞州加入後，聯盟國將首都從阿拉巴馬州蒙哥馬利遷至弗吉尼亞州的里士滿。
密蘇里州與肯塔基州政府繼續留在合众国內，但兩州內的敵對派系被聯盟國招攬，所以聯盟國成員州數有時被視為13個。
印第安領地（後來的俄克拉荷马州）上的五個部落政府主要也是支持聯盟國。新墨西哥領地南部（包含蓋茲登購地）加入聯盟國，成為亞歷桑那屬地。其首批移居者請願，要求聯盟國政府歸併其土地，並促使探險考查北緯34度以南屬聯盟國管轄的區域。亞歷桑那軍隊經官方承認為聯盟國的武裝力量。
亨利·霍普京斯·希伯利將軍在其新墨西哥會戰之前，對新墨西哥居民發佈宣言，企圖將他對該屬主的管轄權歸入美利堅聯盟國名下。聯盟軍在1862年3月13日至4月8日之間短暫的佔領該地首府聖塔菲。
蓄奴州並未全加入聯盟國。1861年馬里蘭州宣佈軍事戒嚴（該州與合眾國首都華盛頓特區三面鄰接）以防脫離合眾國。同樣也是蓄奴州的特拉华州從未考慮過脫離合眾國。在戰爭期間，支持合眾國的餘黨議會於1863年在維吉尼亞的惠靈主張該地區48郡脫離維吉尼亞州加入合眾国，最終成立西維吉尼亞州並成功加入合眾國，其州憲為漸進廢除奴隸制度。其他脫離聯盟國的企圖（特別值得注意的是東田納西），因聯盟國宣佈軍事戒嚴而遭制止。
1865年4月9日，羅伯特·李將軍麾下的北維吉尼亞軍團在阿波馬托克斯法院投降，一般視其為美利堅聯盟國的終結日。联盟国總統戴維斯於5月10日在佐治亞的欧文维尔被捕，餘下的聯盟國軍隊於同年6月投降。最後一面美利堅聯盟國國旗於1865年8月2日在審南多亞號艦上降下。

## 政府與政策

### 憲法
美利堅聯盟國憲法提出許多觀點來說明其分離之動機。該憲法強烈地主張州權、縮減中央政府權限、且明文規定保護奴隸制度，但禁止國際奴隸交易。其與合眾國憲法最主要的不同，在於敍述分離諸州對於美國聯邦政府的不滿。例如聯盟國政府禁止開徵保護性關稅，使南方州的港口對國際貿易來說更有吸引力，使其在宣告脫離合眾國的期間，南方各州大多將其視作增加南方的開支而拓展北方州財富的手段。聯盟國政府同樣禁止轉用一州的歲入來支持他州作內部改善。然而大體說來，聯盟國憲法多數是從原本的美國憲法逐字逐句抄錄的副本。
在聯盟國憲法草案中拒絕了一些種族性的提案，如僅允許蓄奴州加入和恢复大西洋奴隸貿易。憲法並未包含允許各州脫離的條款，因為南方向來認為這是各主權州的基本權力，且美國憲法並未要求棄絕之，倘若包含這樣的條款亦將削弱原先脫離美國的主張。
聯盟國總統一任六年，不得連任。唯一一位總統是傑佛遜·戴维斯。聯盟國在其任期結束前便遭合眾國政府軍擊敗。聯盟國憲法授權總統一項獨特的權力：對法案逐項否決；若干州長也有同樣的權力。聯盟國國會可以三分之二多數通過，駁回總統一般性或逐項的否決。而美国国会對駁回總統否決權有同樣的要求。
紙鈔與郵票在聯盟國各州的名義下授權發行流通。政府曾考慮過發行硬幣，計畫、鋼模與四種校樣都有了，但因缺乏金屬而作罷。
雖然憲法前言聲明“各州以自有主權與獨立的身份行動”，它同樣也聲明其為“永久性的聯邦政府”。憲法雖然保護奴隸制度，它同樣禁止自聯盟國之外引進新奴隸。

### 首都
聯盟國首都自1861年2月4日起至5月29日止為阿拉巴馬州的蒙哥馬利。之後為維吉尼亞的里士满（於1861年5月6日起稱為新都）。戰爭結束前一段短時間，聯盟國政府計畫自里奇蒙疏散至更南方的佐治亞的亞特蘭大市或南卡羅萊那的哥倫比亞市，但此計畫於李將軍於阿波馬托克斯法院投降前僅完成小部分。維吉尼亞的丹維爾是自1865年4月3日起至4月10日成為聯盟國最後的首都。

### 外交關係與法律地位
在美利堅聯盟國存在期間及戰後若干年內，其法律地位一直受到激烈爭議。美利堅聯盟國於其存在期間，曾與歐洲若干政權（包含法蘭西以及英國）協商。聯盟國僅正式取得德意志境內一小公國萨克森-科堡-哥达公国之外交承認。聯盟國在特倫特號事件期間即將取得英國的承認，當時並準備與法國（時拿破崙三世皇帝有成立墨西哥帝國之腹案）進行斡旋；但英法兩國在安提耶坦戰役與林肯發佈解放奴隸宣言後退縮。戰爭進行期間歐洲各國採行中立政策，在無正式外交關係的情況下與聯盟國代表進行非官方會面。在其國內則採行國際法則，視交戰中的南北兩方為交戰國。英屬北美允許美利堅聯盟國與合眾國雙方官員在其邊界公開作業，墨西哥以北若干州政府協商地區性協議以承擔德州邊界的貿易。
在其存在的四年間，聯盟國堅持自身的獨立地位並任命數十名外交代表駐外。另一方面，北方的合眾國政府堅持南方諸州為叛亂省份，拒絕對其地位作任何官式承認。對此爭議，聯盟國政府的回應方式是對美國正式宣戰，而美國聯邦政府則以林肯總統宣佈南方叛亂與對其禁運來從事戰爭。儘管戰爭法規範軍事關係，雙方在戰爭中曾進行非正式政治承認的協商。
戰後四年，美國最高法院在「德克薩斯州訴懷特」一案中裁定，自合眾國單方面分離為違憲且無法律效力。該項見解由首席大法官萨蒙·P·蔡斯提出，他是林肯在任時的財政部長。蔡斯的見解在當時立即受到抨擊，其爭議持續至今。批評家如傑佛遜·戴維斯及亞歷山大·史帝芬斯在其後關於法律正當性的筆戰中支持分離的合法性。最顯著者為戴維斯的《聯盟國政府之興衰》一書。

### 聯盟國旗幟

美利坚联盟国部分旗帜
第二面國旗 無瑕旗 "Stainless Banner" 1863年－1865年
第三面國旗 血旗 "Blood Stained Banner" 1865年
聯盟國海军舰首旗 1861年－1863年
聯盟國海军舰首旗 1863年－1865年
军旗 南方十字旗 "Southern Cross"
邦尼蓝旗 Bonnie Blue Flag 非正式南方旗帜
南部聯盟旗 部分軍團使用

聯盟國的第一面國旗被稱為「星條旗」（Stars and Bars），上有七星，代表最初建國的七州。因為這面旗幟在戰鬥中有時與合眾國旗幟難以區分，所以在軍事行動中較常使用者為聯盟國的軍旗，即被稱為「南方十字旗」者。南方十字旗上有十三顆星，加入了在桑特堡之戰後參與的四州，以及支持合眾國的政府與分離份子較勁的肯塔基與密蘇里兩州（參見密蘇里脫離合眾國）。經20世紀大眾傳媒報導後，「南方十字旗」在成為今日與聯盟國密切相關的表徵。南方十字旗是正方形旗幟，常見的長方形南方十字旗其實是田納西第一軍團（First Tennessee Army）的旗幟；因其最初用於聯盟國海軍，故又稱為「海军舰首旗」（Naval Jack）。

### 聯盟國政治領袖
- 傑佛遜·戴维斯（密西西比州）：美利堅聯盟國總統
- 亚历山大·斯蒂芬斯（喬治亞州）：副總統
- 罗伯特·图姆斯（Robert Toombs，喬治亞州）：（第一任）國務卿
- 勒羅伊·波普·沃克（阿拉巴馬州）：战争部长
- （維吉尼亞州）：准將，後為战争部长（1862年三月至十一月）
- 約翰·C·布雷肯里奇（肯塔基州）：战争部长、詹姆士·布坎南時代的合眾國副總統
- 犹大·本杰明（路易西安那州）：司法部長，後為戰爭部長，再為國務卿
- Stephen R. Mallory（英语：Stephen R. Mallory）（佛羅里達州）：海軍部長
- 克里斯多福·梅明格（南卡羅萊那州）：財政部長
- John H. Reagan（英语：John H. Reagan）（德克薩斯州）：郵政署長
- 約翰·泰勒：聯盟國眾議員當選人，前合眾國總統
- 豪厄爾·科布（喬治亞州）：臨時國會主席（President of Provisional Congress），前合眾國眾議院議長
- William L. Yancey（英语：William L. Yancey）（阿拉巴馬州）：參議員、地方首長
- Robert Woodward Barnwell（英语：Robert Woodward Barnwell）：參議員

## 地理
聯盟國具有4,698公里長的海岸線。其領土的大部分位於海岸，包含平原與沙地。其內陸部為山丘地形，領土的極西部為沙漠。密西西比河下游分割全國為東西兩部分，其西部通常稱之為「泛密西西比地區」（Trans-Mississippi）。國境（包含亞歷桑那與新墨西哥）最高點為德州高2,667公尺的Guadalupe峰。
聯盟國大部分地區為潮溼的亞熱帶氣候，有著溫煦的冬天與濕熱的長夏。西經96度以西為半乾旱的大草原與不毛的沙漠地區。
與北方各州相比，聯盟國較為非都市化。在1860年的人口普查中，只有路易斯安那州的新奥尔良躋身美國前十大都市；也只有15個城市排進美國前一百大城市中。維吉尼亞州的里士满於成為國都後人口激增。
| #   | 城市         | 人口    | 排名 |
| --- | ------------ | ------- | ---- |
| 1.  | 新奥尔良     | 168,675 | 6    |
| 2.  | 查尔斯顿     | 40,522  | 22   |
| 3.  | 里士满       | 37,910  | 25   |
| 4.  | 莫比尔       | 29,258  | 27   |
| 5.  | 孟菲斯       | 22,623  | 38   |
| 6.  | 萨凡纳       | 22,292  | 41   |
| 7.  | 彼得斯堡     | 18,266  | 50   |
| 8.  | 纳什维尔     | 16,988  | 54   |
| 9.  | 诺福克       | 14,620  | 61   |
| 10. | 惠灵         | 14,083  | 63   |
| 11. | 亚历山德里亚 | 12,652  | 74   |
| 12. | 奥古斯塔     | 12,493  | 77   |
| 13. | 哥伦布       | 9,621   | 97   |
| 14. | 亚特兰大     | 9,554   | 99   |
| 15. | 威尔明顿     | 9,553   | 100  |

## 經濟
美利堅聯盟國的經濟以農業為主，極度依賴奴隸農場。聯盟國的主要產品為棉花、稻米、菸草、甘蔗，以及家畜與少許穀類。1860年，建國諸州（肯塔基與密蘇里兩州除外）生產價值一億五千五百萬美元的工業產品，主要是麵粉與肉類、加工過的煙草、棉花製品、松節油。聯盟國採行自由貿易政策，但遭合眾國禁運所破壞。缺乏適當的金融資產使得聯盟國以印鈔票來支持戰爭，因而引發了高度的通貨膨脹。

## 軍隊
聯盟國的軍隊俗稱「南軍」，以與美利堅合眾國的北軍對應，由以下三軍組成：
- 美利堅聯盟國陸軍
- 美利堅聯盟國海軍
- 美利堅聯盟國海軍陸戰隊

聯盟國的軍事統帥幾乎全屬合眾國海陸軍退役軍人。他們辭去合眾國政府中之職務而轉任於聯盟國軍方高級職位。聯盟國軍官則大多由南方名流組成。聯盟國依徵召順位選出校級以下的軍官。雖說聯盟國並未設立陸軍官校，南方許多大學（如維吉尼亞軍校）的官校生團成為軍事統帥的種子。海軍官校於1863年由Patrick Henry設立於維吉尼亞的詹姆士河，但在聯盟國崩潰之前並無人畢業服役。
聯盟國的校級與尉軍官為16至28歲的白人男性組成。至戰事後期，連12歲的小男孩也加入戰鬥。聯盟國甚至曾倡議組成全由黑人組成的軍團，並打算通過議案讓志願為聯盟國服役的奴隸們獲得自由。

### 軍事領袖
- 罗伯特·E·李（維吉尼亞）：陸軍統帥
- Albert Sidney Johnston（英语：Albert Sidney Johnston）（肯塔基）：將軍
- 約瑟夫·E·約翰斯頓（維吉尼亞）：將軍
- Braxton Bragg（英语：Braxton Bragg）（北卡羅萊那）：將軍
- P·G·T·博雷加德（路易西安那）：將軍
- Samuel Cooper（英语：Samuel Cooper(general)）（新澤西）：將軍（參謀長、陸軍高階將領）
- 詹姆斯·隆史崔特（南卡羅萊那）：中將
- 石牆傑克森（維吉尼亞）：中將
- 安布羅斯·鮑威爾·希爾（維吉尼亞）：中將
- 具伯·爾利（維吉尼亞）：中將
- John Bell Hood（英语：John Bell Hood）（德克薩斯）：中將
- Wade Hampton（英语：Wade Hampton）（南卡羅萊那）：中將
- 內森·貝德福德·福雷斯特（田納西）：中將
- 詹姆斯·尤厄爾·布朗·斯圖爾特（維吉尼亞）：少將
- 愛德華·波特·亞歷山大（喬治亞）：准將
- 李察·加耐特（維吉尼亞）：准將
- 路易斯·亞米斯德（維吉尼亞）：准將
- Franklin Buchanan（英语：Franklin Buchanan）（馬利蘭）：海軍上將
- Raphael Semmes（英语：Raphael Semmes）（馬利蘭）：海軍中將
- French Forrest（英语：French Forrest）（馬利蘭）：聯盟國海軍助理部長
- Josiah Tattnall（英语：Josiah Tattnall）（喬治亞）：海軍准將
- Stand Watie（英语：Stand Watie）（印地安屬地，今奧克拉荷馬）：海軍陸戰隊准將（最後一位投降者）
- Leonidas Polk（英语：Leonidas Polk）（田納西及路易西安那）：主教、將軍

## 重要日期
| 州份                                | 脫離合眾國     | 加入聯盟國     | 恢復於合眾國國會之代表權 | 重訂地區法規   |
| ----------------------------------- | -------------- | -------------- | ------------------------ | -------------- |
| 南卡羅萊那                          | 1860年12月20日 | 1861年2月4日   | 1868年7月9日             | 1876年11月28日 |
| 密西西比                            | 1861年1月9日   | 1861年2月4日   | 1870年2月23日            | 1876年1月4日   |
| 佛羅里達                            | 1861年1月10日  | 1861年2月4日   | 1868年6月25日            | 1877年1月2日   |
| 阿拉巴馬                            | 1861年1月11日  | 1861年2月4日   | 1868年7月14日            | 1874年11月16日 |
| 佐治亞                              | 1861年1月19日  | 1861年2月4日   | 1870年7月15日            | 1871年11月1日  |
| 路易西安那                          | 1861年1月26日  | 1861年2月4日   | 1868年7月4日             | 1877年1月2日   |
| 德克薩斯                            | 1861年2月1日   | 1861年3月2日   | 1870年3月30日            | 1873年1月14日  |
| 維吉尼亞                            | 1861年4月17日  | 1861年5月7日   | 1870年1月26日            | 1869年10月5日  |
| 阿肯色                              | 1861年5月6日   | 1861年5月18日  | 1868年6月22日            | 1874年11月10日 |
| 田納西                              | 1861年5月6日   | 1861年5月16日  | 1866年7月24日            | 1869年10月4日  |
| 北卡羅萊那                          | 1861年5月21日  | 1861年5月16日  | 1868年7月4日             | 1871年2月2日   |
| 密蘇里（Claiborne Fox Jackson政府） | 1861年10月31日 | 1861年8月19日  | 不明                     | 不明           |
| 肯塔基（Russellville政府）          | 1861年11月20日 | 1862年12月10日 | 不明                     | 不明           |

## 外部連結
- America's Caesar: The Decline and Fall of Republican Government in the United States of America, 2005, an online book detailing the events which led up to and followed the War Between the States
- The Confederate Reprint Company （页面存档备份，存于）, offers the largest internet selection of paperback reprints of rare and out-of-print Confederate literature
- An Act to Prohibit the Importation of Luxuries, or of Articles not Necessary or of Common Use （页面存档备份，存于）, 1864, a Confederate Congress document
- Confederate States of Am. Army and Navy Uniforms （页面存档备份，存于）, 1861
- The Countryman, 1862-1866 （页面存档备份，存于）, published weekly by Turnwold, Ga., edited by J.A. Turner
- The Federal and the Confederate Constitution Compared （页面存档备份，存于）
- The Making of the Confederate Constitution （页面存档备份，存于）, by A. L. Hull, 1905.
- Official Journal of the House of Representatives of the State of Louisiana （页面存档备份，存于）, November, 1861
- Photographic History of the Civil War, 10 vols., 1912. （页面存档备份，存于）
- Preventing Diplomatic Recognition of the Confederacy （页面存档备份，存于）
- DocSouth: Documenting the American South （页面存档备份，存于） - numerous online text, image, and audio collections.
- Confederate States of America: Heads of State: 1861-1865
- The league of the South